# Tukka (plaats)
Tukka is een bestuurslaag in het regentschap Tapanuli Tengah van de provincie Noord-Sumatra, Indonesië. Tukka telt 2479 inwoners (volkstelling 2010).